# Giorgos Karagounis
Georgios Karagkounis, o también Giorgos Karagounis (en griego: Γιώργος Καραγκούνης, n. 6 de marzo de 1977, Pirgos, Provincia de Élide, Grecia) es un exfutbolista griego que jugaba de mediocampista. Fue director deportivo de la selección de fútbol de su país. 
Su último equipo como jugador fue el Fulham FC de Inglaterra. Durante su larga carrera como futbolista profesional, que se extendió durante tres décadas, Karagounis jugó 139 partidos con la selección de Grecia, con la cual disputó dos Copas del Mundo y ganó la Eurocopa en 2004.

## Trayectoria

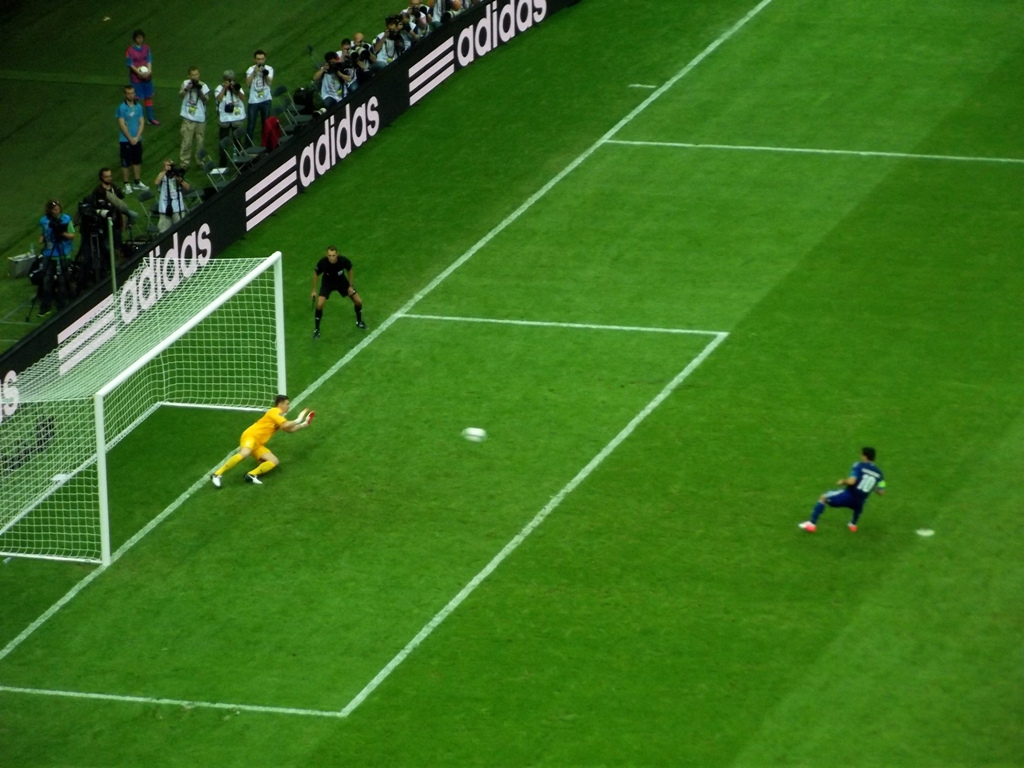
Karagounis siempre dando toda en el campo de juego, Un jugador extraordinario. (6 de marzo de 1977 (edad 46 años), Pirgos, Grecia)

Karagounis es un jugador que podía jugar en cualquier posición del mediocampo. Su sacrificio en el campo y su entrega son dos de las muchas virtudes que le han convertido en uno de los mejores jugadores griegos de la Historia.
Se formó en el Panathinaikos, club en el que había despuntado desde las categorías inferiores, aunque no llegó a debutar en este equipo en la temporada 1995-96. Pasó al Apollon Smyrnis, donde jugó 55 partidos, antes de regresar al Panathinaikos. 
Jugó posteriormente en Italia, en el Inter de Milán, donde fue parte del plantel neroazzurro que ganó en 2005 la Copa Italia, pero no estuvo presente. Después pasó por el Benfica.
El 26 de septiembre de 2014, meses después de haber disputado la Copa Mundial de Fútbol en Brasil con su país, Karagounis se retiró del fútbol profesional y anunció que se uniría al equipo técnico del entrenador Claudio Ranieri de la selección helénica.

## Selección nacional
Ha sido internacional con la selección de fútbol de Grecia y su primera aparición internacional fue ante la selección de fútbol de El Salvador, el 20 de agosto de 1999. Participó con su selección en la Copa Mundial de Fútbol de 2010 jugando tres partidos para un total de 182 minutos. Ha jugado con la selección griega en 120 ocasiones, marcando 10 goles. Con la escuadra helena ganó la Eurocopa 2004. Es el jugador que más tarjetas ha visto en la historia de las Eurocopas, con un total de 6.
El 19 de mayo de 2014, el entrenador de la selección griega Fernando Santos incluyó a Karagounis en la lista final de 23 jugadores conmiras a la Copa Mundial de Fútbol de 2014 en Brasil. Disputó los 4 partidos de Grecia, los 2 primeros entrando en la segunda parte y los dos siguientes de titular y capitán, logrando Grecia su primer pase a octavos de final, con un total de 259 minutos en el campo. Luego de la eliminación de Grecia en la competición, Karagounis anunció su retiro de la selección el 30 de junio de 2014. Meses después anunciaría su retiro definitivo del fútbol profesional.

### Participaciones en Copas del Mundo
| Mundial                        | Sede      | Resultado        |
| ------------------------------ | --------- | ---------------- |
| Copa Mundial de Fútbol de 2010 | Sudáfrica | Primera fase     |
| Copa Mundial de Fútbol de 2014 | Brasil    | Octavos de final |

### Participaciones en Eurocopas
| Torneo        | Sede              | Resultado        |
| ------------- | ----------------- | ---------------- |
| Eurocopa 2004 | Portugal          | Campeón          |
| Eurocopa 2008 | Austria y Suiza   | Primera fase     |
| Eurocopa 2012 | Polonia y Ucrania | Cuartos de final |

## Clubes
| Club            | País       | Año       |
| --------------- | ---------- | --------- |
| Panathinaikos   | Grecia     | 1995-1996 |
| Apollon Smyrnis | Grecia     | 1996-1998 |
| Panathinaikos   | Grecia     | 1998-2003 |
| Inter de Milán  | Italia     | 2003-2005 |
| Benfica         | Portugal   | 2005-2007 |
| Panathinaikos   | Grecia     | 2007-2012 |
| Fulham          | Inglaterra | 2012-2014 |

## Palmarés

### Campeonatos nacionales
| Título              | Club           | País   | Año     |
| ------------------- | -------------- | ------ | ------- |
| Superliga de Grecia | Panathinaikos  | Grecia | 1995-96 |
| Copa de Italia      | Inter de Milán | Italia | 2004-05 |
| Superliga de Grecia | Panathinaikos  | Grecia | 2009-10 |

### Campeonatos internacionales
| Título   | Selección | Sede     | Año  |
| -------- | --------- | -------- | ---- |
| Eurocopa | Grecia    | Portugal | 2004 |